# ال‌پی‌پی
ال‌پی‌پی (انگلیسی: LPP) شرکت توزیع پوشاک لهستانی است، که در سال ۱۹۹۱ تأسیس شد.